# Triunghiul de autostrăzi Holledau

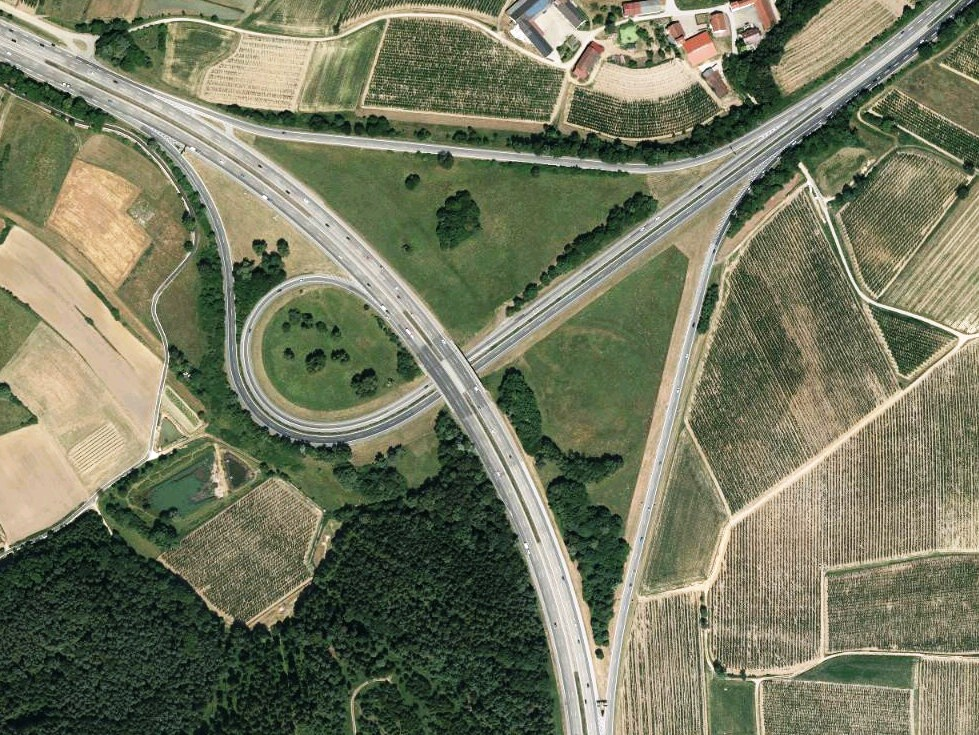
TA Holledau (vedere aeriană)

Triunghiul de autostrăzi Holledau (în germană Autobahndreieck Holledau, abreviere: AD Holledau; forma scurtă: Dreieck Holledau) este un triunghi de autostrăzi (TA) din Bavaria, lângă Ingolstadt. Secțiunea de nord a autostrăzii A 93 (Hof – Regensburg – Kufstein) se termină aici și se contopește cu autostrada A 9 (Berlin – Leipzig – München) (Drumul european E45).

## Geografie
Triunghiul este situat în municipiul Wolnzach și este înconjurat de orașele și comunitățile Pfaffenhofen an der Ilm, Schweitenkirchen și Rohrbach pe Ilm. Triunghiul este situat la aproximativ 50 km nord de München, aproximativ 55 km nord-est de Augsburg și aproximativ 25 km sud de Ingolstadt.
TA Holledau are intersecția numărul 65 pe A 9 și numărul 55 pe A 93.   

## Forma constructivă
A 9 are șase benzi de circulație în această zonă, iar A 93 are patru benzi. În afară de rampa indirectă (cu o singură bandă), există două benzi de circulație disponibile în toate tranzitările.
Triunghiul este conceput ca o trompetă orientată spre dreapta. Planul inițial era extinderea A 93 spre Augsburg (vest), motiv pentru care se poate observa că s-au efectuat lucrări preliminare de construcție pentru tipul frunză de trifoi.